# 九龍巴士214線
九龍巴士214線是香港九龍市區的一條日間巴士路線，來往油塘及長沙灣（甘泉街），途經藍田、寶達邨、安達邨、安泰邨、牛池灣、鑽石山、黃大仙、石硤尾、深水埗和長沙灣。全程行車里數為20公里，是現時行車里數最長的九龍市區非循環路線。由於本路線為首條取道龍翔道大窩坪段往返東、西九龍的九龍市區日間路線，故九巴宣傳本路線為特快路線。
九龍巴士214P線是214的特別路線，逢星期一至五上午由安秀道單向開往荔枝角站，不停長沙灣而途經深旺道一帶。
九龍巴士N214線是214的深宵路線，在每日清晨時段開出共兩班，由油塘單向往美孚。

## 歷史
本路線未投入服務前，油塘、藍田半山一直未有直達西九龍的巴士服務，只有乘搭巴士到藍田站或油塘站轉乘港鐵；或者乘搭九巴提供的14、15、16與2A、6D的八達通轉乘優惠，接駁往返西九龍（雖然油塘及的藍田啟田道則有紅色公共小巴「油青線」往返長沙灣青山道，但收費相當昂貴，現時全程收費達$13；至於碧雲道則禁止紅色小巴駛入），因此多年來油塘、藍田半山居民一直要求有直達巴士服務往返西九龍區。
經觀塘多位區議員及當區居民多年爭取，加上位於四順及秀茂坪以東的安達臣道發展區，首個公共屋邨－安達邨及第2個公共屋邨－安泰邨擬分別於2016年首季及2017年首季落成入伙，於2015年1月8日，運輸署發表的《安達臣道公共房屋發展計劃公共運輸服務的建議安排》中，建議開辦6條巴士路線服務該區，當中4條為公開招標路線，包括1條取道安達臣道發展區（安秀道）、龍翔道及南昌街往返油塘、藍田半山（碧雲道）及深水埗、長沙灣商貿區的路線。 
2015年1月8日，運輸署向觀塘區議會交通及運輸委員會發表《安達臣道公共房屋發展計劃公共運輸服務的建議安排》，建議開辦6條全新路線，其中4條擬以公開招標決定營辦公司，本線為其中之一。
2016年1月11日，運輸署宣佈，安達臣道發展區4條新路線均由九巴投得。本線編號定為214。同年8月13日，本路線投入服務。同年11月28日，往油塘方向改經大磡道，並加停鑽石山鐵路站巴士站。
2017年7月22日，因應安泰邨入伙，往長沙灣方向繞經安茵街，並增停「安泰（南）（恆泰樓）」及「安泰（西）（和泰樓）」巴士站，並加密班次。同年8月31日，新增星期一至五上課日06:45及06:55由寶達往長沙灣（甘泉街）的特別班次。
2019年11月18日，214P線投入服務。
2020年11月23日，往油塘方向增加麗翠苑分站。
2021年7月12日：N214線投入服務。
2023年12月4日，214線由寶達開往長沙灣之特別班次改以長沙灣道「長沙灣長荔街」站為終點，不再前往甘泉街巴士總站，並更改開出時間至06:55及07:05；214P線改以長沙灣道「長沙灣長荔街」站為終點，不再前往甘泉街巴士總站。
2025年4月6日早上5時至2025年10月6日早上5時期間，214線往油塘方向「基順學校」站，因道路工程關係，臨時向後遷移約 60 米。

## 服務時間及班次
214常規班次
| 油塘開           | 油塘開      | 油塘開       | 長沙灣（甘泉街）開 | 長沙灣（甘泉街）開 | 長沙灣（甘泉街）開 |
| 日期             | 服務時間    | 班次（分鐘） | 日期               | 服務時間           | 班次（分鐘）       |
| ---------------- | ----------- | ------------ | ------------------ | ------------------ | ------------------ |
| 星期一至五       | 05:20-06:20 | 20           | 星期一至五         | 06:00-06:40        | 20                 |
| 星期一至五       | 06:35       | 06:35        | 星期一至五         | 06:40-07:00        | 10                 |
| 星期一至五       | 06:50-07:30 | 10           | 星期一至五         | 07:00-15:00        | 20                 |
| 星期一至五       | 07:30-08:35 | 13           | 星期一至五         | 15:00-17:00        | 12                 |
| 星期一至五       | 08:50       | 08:50        | 星期一至五         | 17:00-17:32        | 8                  |
| 星期一至五       | 09:10-15:30 | 20           | 星期一至五         | 17:32-18:00        | 7                  |
| 星期一至五       | 15:30-17:30 | 15           | 星期一至五         | 18:00-19:00        | 12                 |
| 星期一至五       | 17:30-23:30 | 20           | 星期一至五         | 19:00-00:00        | 20                 |
| 星期一至五       | 00:00       | 00:00        | 星期一至五         | 00:30              | 00:30              |
| 星期六           | 05:20-07:00 | 20           | 星期六             | 06:00-08:00        | 15                 |
| 星期六           | 07:00-12:30 | 15           | 星期六             | 08:00-13:00        | 20                 |
| 星期六           | 12:30-13:30 | 12           | 星期六             | 13:00-17:00        | 12                 |
| 星期六           | 13:30-18:00 | 15           | 星期六             | 17:00-18:00        | 10                 |
| 星期六           | 18:00-23:00 | 20           | 星期六             | 18:00-19:00        | 12                 |
| 星期六           | 23:00-00:00 | 30           | 星期六             | 19:00-23:00        | 15                 |
|                  |             |              | 星期六             | 23:00-00:00        | 20                 |
| 00:30            |             |              | 星期六             |                    |                    |
| 星期日及公眾假期 | 05:20-09:00 | 20           | 星期日及公眾假期   | 06:00-12:00        | 20                 |
| 星期日及公眾假期 | 09:00-18:00 | 15           | 星期日及公眾假期   | 12:00-16:00        | 15                 |
| 星期日及公眾假期 | 18:00-23:00 | 20           | 星期日及公眾假期   | 16:00-18:00        | 12                 |
| 星期日及公眾假期 | 23:00-00:00 | 30           | 星期日及公眾假期   | 18:00-22:00        | 15                 |
|                  |             |              | 星期日及公眾假期   | 22:00-23:00        | 20                 |
| 23:00-00:30      | 30          |              | 星期日及公眾假期   |                    |                    |

214特別班次（寶達 → 荔枝角站）
- 星期一至五上課日：06:55、07:05

星期六、日、公眾假期及學校假期不設服務
214P
- 安達開
  - 星期一至五：06:45

星期六、日及公眾假期不設服務
N214
- 每日油塘開：04:30、05:00

## 收費
| 路線 | 全程收費 | 分段收費 |
| ---- | -------- | --- |
| 214  | $9.1     | - 安達邨仁達樓往長沙灣（甘泉街）：$8.2 - 黃大仙廟往長沙灣（甘泉街）／安泰邨往油塘：$6.7 - 黃大仙廟往油塘：$7.4 - 寶達邨往油塘：$6.7 |
| 214P | $8.2     | - 黃大仙廟往荔枝角站：$6.7 |
| N214 | $15.4    | - 澤安邨往美孚：$11.3 |

## 使用車輛
根據標書要求，本線必須使用歐盟五型或以上排放標準車輛行走。
現時本線獲派4輛12米富豪B9TL（AVBWU）、12輛12米亞歷山大丹尼士Enviro 500 MMC（ATENU）及1輛12米富豪B8L（V6B）雙層巴士行走本線。
| 車隊編號  | 車牌   |
| --------- | ------ |
| ATENU287  | ST5059 |
| ATENU308  | SU7248 |
| ATENU487  | TH9486 |
| ATENU489  | TJ 409 |
| ATENU500  | TJ9385 |
| ATENU521  | TK4304 |
| AVBWU419  | TN3992 |
| ATENU687  | TP9625 |
| ATENU699  | TR1279 |
| ATENU739  | TS1543 |
| ATENU747  | TS3575 |
| ATENU1161 | UJ1202 |
| ATENU1169 | UJ3575 |
| AVBWU455  | UL8436 |
| AVBWU492  | US9301 |
| AVBWU553  | UW2325 |
| V6B70     | WF5732 |

## 行車路線
(N)214

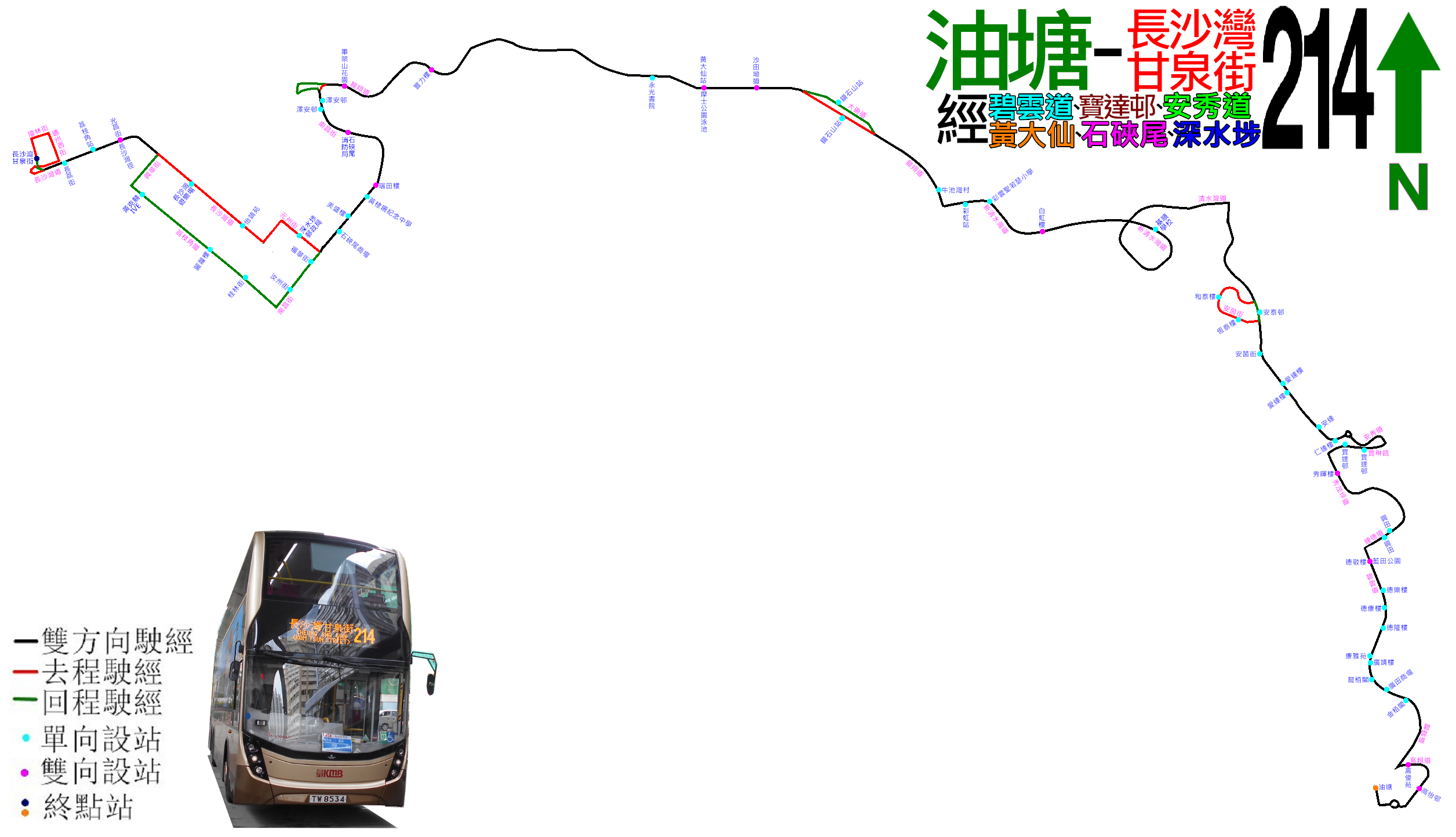
214線的走線圖

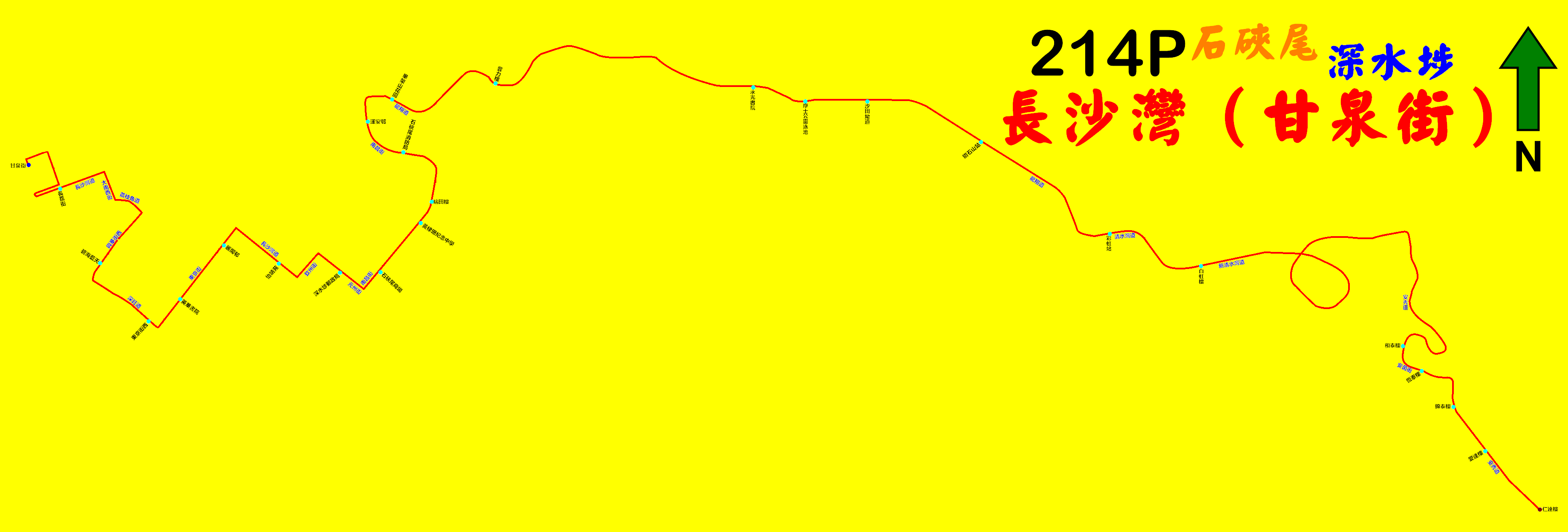
214P線的走線圖

油塘開經：高超道、碧雲道、連德道、秀茂坪道、寶琳路、安秀道、清水灣道、新清水灣道、清水灣道、龍翔道、南昌街、元州街、欽州街、長沙灣道、通州西街、瓊林街及甘泉街。
長沙灣（甘泉街）開經：甘泉街、蝴蝶谷道、長沙灣道、興華街、荔枝角道、南昌街、龍翔道、大磡道、龍翔道、清水灣道、新清水灣道、清水灣道、安秀道、寶琳路、秀茂坪道、連德道、碧雲道及高超道。
214P
經：安秀道、清水灣道、新清水灣道、清水灣道、龍翔道、南昌街、元州街、欽州街、長沙灣道、東京街、東京街西、深旺道、興華街西、興華街、荔枝角道、大南西街及長沙灣道。
214線各班次之具體停站請參考資訊框
214P線之具體停站請參考資訊框
N214線之具體停站請參考資訊框

## 使用狀況
不少安達臣道發展區居民乃從深水埗遷進，形成連接兩地的交通需求。此路線服務範圍廣闊，穿梭九龍半島各條新舊屋邨及村落，包括牛池灣村、坪石邨、蘇屋邨及安泰邨，並取道較為直接的龍翔道往返東西九龍，避開太子道、界限街、觀塘道等繁忙路段，以「過山線」形式連繫九龍東半山住宅區，自開辦以來備受藍田、安達臣和深水埗一帶乘客歡迎，繁忙時間經常頂閘。在碧雲道一帶，由於居民等候前往油塘站的24M線候車時間過長，本線亦有輔助的作用，吸納部份乘客乘搭本線。

## 軼事
本線編號與公曆2月14日情人節吻合，故自開辦以來，九巴經常於每年的情人節，以此路線作宣傳。2021年情人節，九巴與男子組合MIRROR成員呂爵安合作，以此路線為背景製作特備節目《一程．情侶》，宣傳九巴及呂爵安個人單曲《E先生 連環不幸事件》。
此外，本線穿梭九龍半島各條新舊屋邨及村落，包括牛池灣村、坪石邨、蘇屋邨及安泰邨，後兩者更特設文物徑或岩石公園介紹屋邨和地段歷史，有助遊客認識本地房屋史。有關資訊於2020年10月9日，獲《明報》副刊專題「搭通香港」報道。

## 外部連結
- 九巴214線官方網站路線資料 （页面存档备份，存于）
- 681巴士總站 （页面存档备份，存于）
- 香港巴士大典上的相关条目：九巴214線
- 香港巴士大典上的相关条目：九巴214P線
- 香港巴士大典上的相关条目：九巴N214線